# Mühlbeck
Mühlbeck  este o comună în Saxonia-Anhalt, Germania